# Sirin

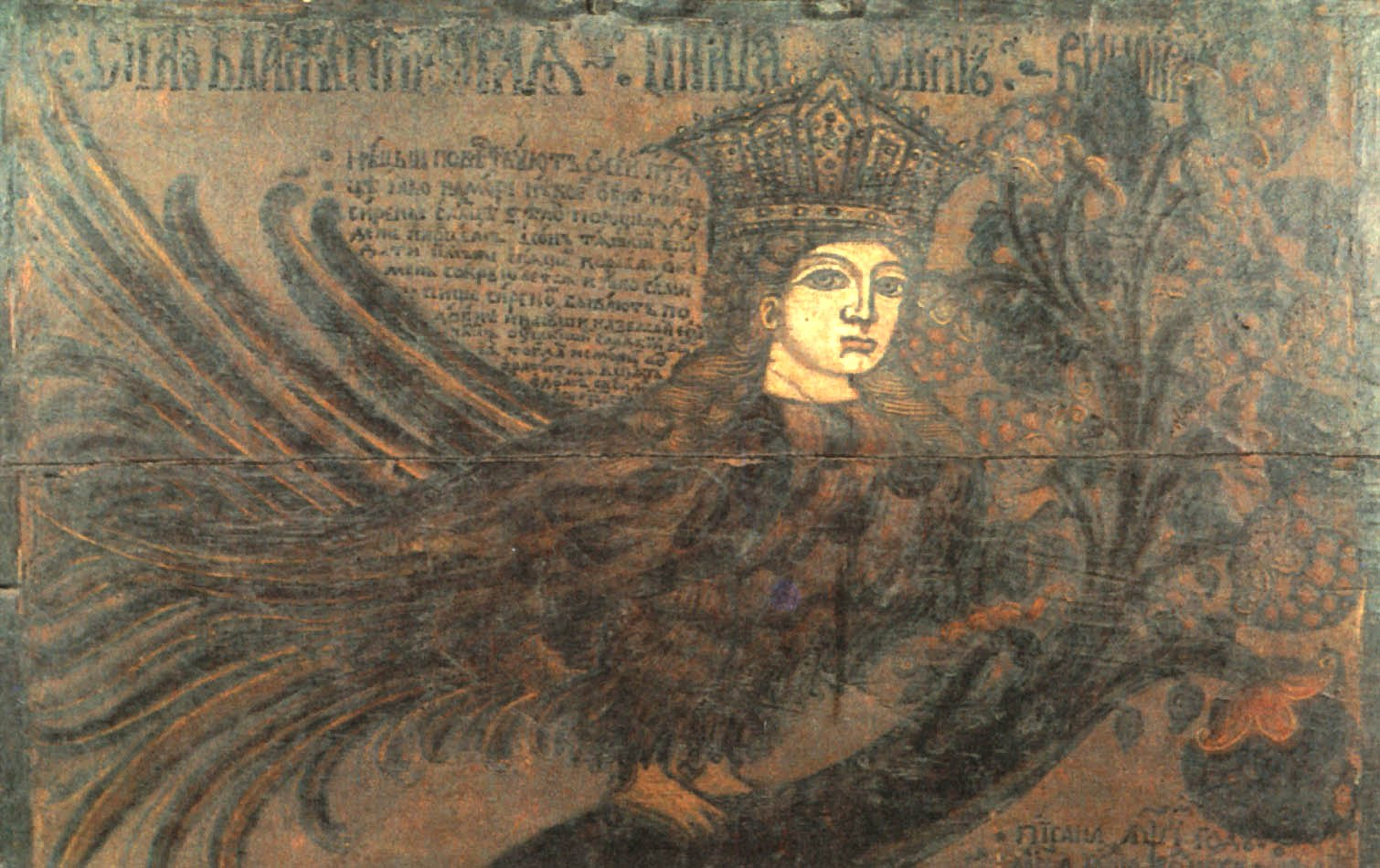
Bild av serin från omkring 1710

Sirin är en mytologisk varelse från ryska legender. Hon har huvud och bröst som en vacker kvinna och kropp som en fågel (oftast uggla).